# Roynar Ponce
Roynar Ponce es un deportista ecuatoriano que compitió en taekwondo. Ganó una medalla de plata en el Campeonato Panamericano de Taekwondo de 2000, en la categoría de –72 kg.

## Palmarés internacional
| Campeonato Panamericano | Campeonato Panamericano | Campeonato Panamericano | Campeonato Panamericano |
| Año                     | Lugar                   | Medalla                 | Categoría               |
| ----------------------- | ----------------------- | ----------------------- | ----------------------- |
| 2000                    | Oranjestad (Aruba)      | Medalla de plata        | –72 kg                  |